# Lucy Bronze
Lucia Roberta Tough Bronze, detta Lucy (Berwick-upon-Tweed, 28 ottobre 1991), è una calciatrice inglese, difensore del Chelsea e della nazionale inglese.

## Caratteristiche tecniche
Considerata tra i terzini destri più forti nella storia del calcio femminile, Bronze si contraddistingue per resistenza e per velocità, oltre che per precisione nei cross.
È abilissima senza palla in fase di contrasto e di riconquista della sfera, anche grazie alla sua aggressività; gode infine di una percentuale altissima di duelli aerei vinti.

## Carriera

### Club

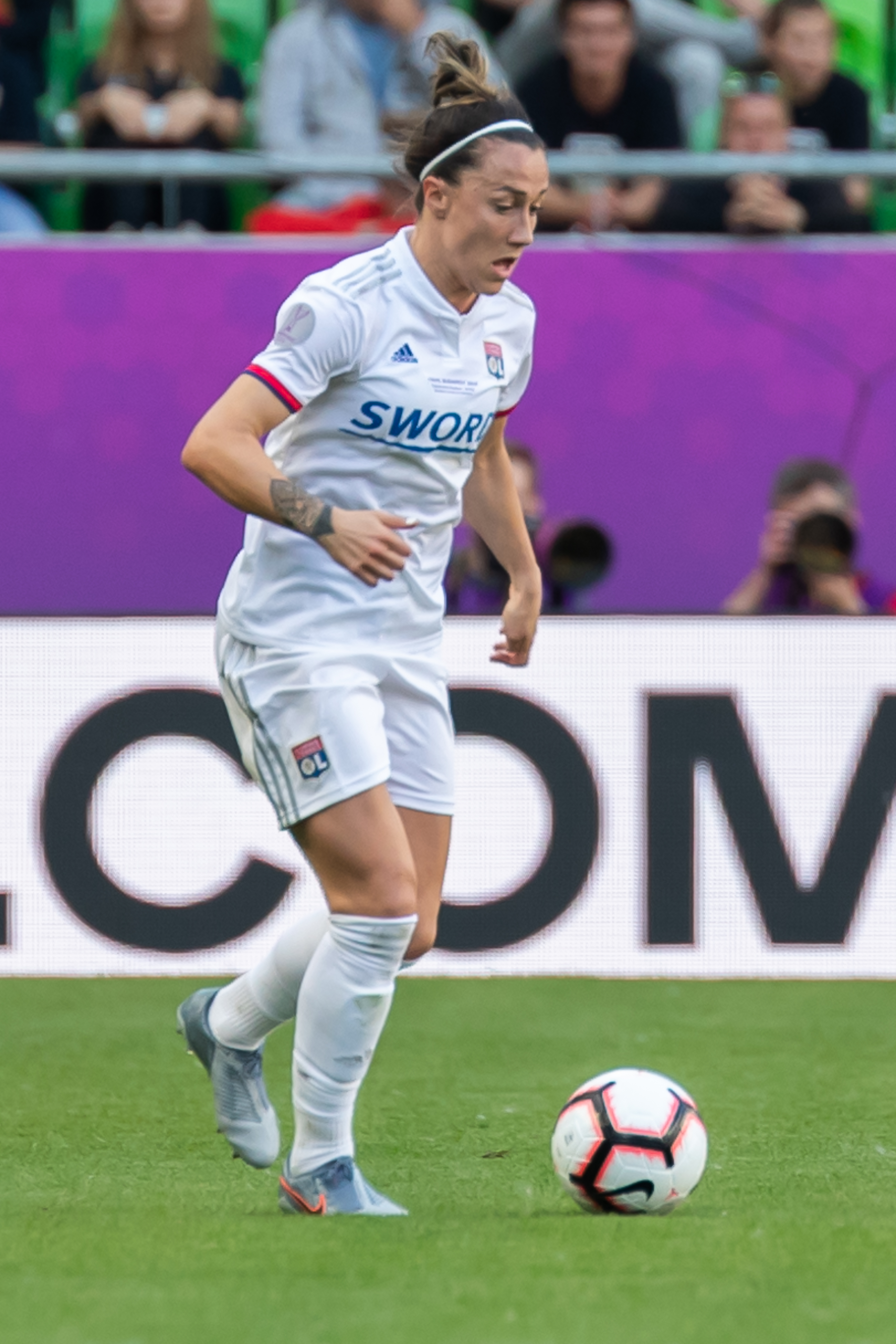
Bronze con l'Olympique Lione nel 2019.

Nel 2014 decide di trasferirsi al Manchester City, club che ha appena cambiato denominazione, iscritta alla stagione entrante di FA Women's Super League 1. Al suo primo anno con la nuova società contribuisce a raggiungere il quinto posto in campionato e a conquistare, per la prima volta nella storia sportiva del Manchester City, la FA Women's Super League Cup. Il successivo la squadra si rivela ancora più competitiva, conquistando il secondo posto nel campionato 2015, che al terzo anno riesce a centrare la vittoria della FA Women's Super League 1 2016. Nel frattempo, grazie ai risultati ottenuti in campionato, la squadra affianca il Chelsea nel rappresentare l'Inghilterra all'edizione 2016-2017 della UEFA Women's Champions League. Grazie alla sua rete segnata nella partita di ritorno ai quarti di finale, siglata al 41' alle danesi del Fortuna Hjørring, la squadra accede alle semifinali.
Nell'estate 2017 lascia il Manchester City e firma un contratto triennale con l'Olympique Lione. Con la maglia delle francesi, vince tre edizioni consecutive della UEFA Women's Champions League, oltre a numerosi titoli nazionali. Nel 2020 fa ritorno al Manchester City.
Il 18 giugno 2022 in seguito alla scadenza del proprio contratto con le Citizens, Bronze si trasferisce a parametro zero al Barcellona, nella massima serie spagnola. Durante le due annate trascorse in Spagna, disputa 70 incontri e segna cinque reti, contribuendo alla vittoria di due UEFA Women's Champions League consecutive, oltreché di due campionati, una Coppa della Regina e due Supercoppe spagnole. Al termine della stagione 2023-2024, Bronze lascia il club blaugrana, in seguito al mancato rinnovo del suo contratto.
Il 17 luglio 2024 viene annunciato il suo ingaggio a parametro zero da parte del Chelsea, di nuovo nella massima serie inglese, con cui firma un contratto biennale. Il 4 settembre dello stesso anno viene inserita nella lista delle trenta candidate al Pallone d'Oro femminile.

### Nazionale

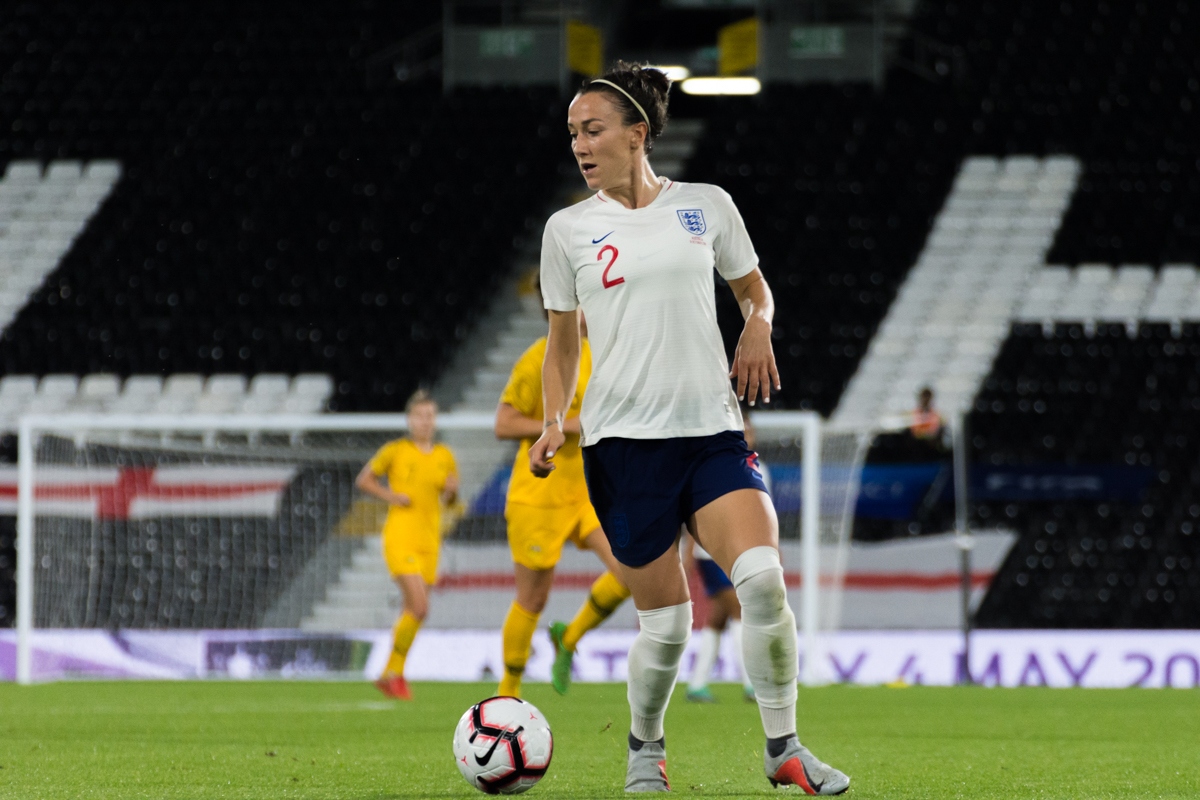
Bronze con la nazionale inglese nel 2018.

Lucy Bronze inizia ad essere convocata dalla Football Association per vestire la maglia delle nazionali inglesi giovanili dal 2008, inserita nella rosa della formazione under 17 impegnata al campionato mondiale di Nuova Zelanda 2008 e dove la squadra, affidata a Lois Fidler, è inserita nel gruppo D assieme alle pari età di Brasile, Corea del Sud e Nigeria. Fa il suo debutto nel torneo il 29 ottobre, nell'incontro vinto 3-0 sulle brasiliane, e gioca tutte le successive cinque partite che consentono alla sua squadra di superare fase a gironi e quarti di finale, battute alle semifinali del 13 novembre a Christchurch dalla Corea del Nord e superate anche nella finale per il terzo posto, giocata il 16 novembre al North Harbour Stadium di Auckland, dalla Germania per 3-0. Quelli sono gli unici incontri che Bronze disputa con le under 17.
L'anno successivo è convocata nella formazione under 19 dal responsabile tecnico Mo Marley, incaricata dalla FA per guidare la squadra alle qualificazioni dell'Europeo under 19 di Bielorussia 2009.
Nel maggio 2015 il selezionatore della nazionale Mark Sampson inserisce Bronze nella rosa dell'Inghilterra impegnata nella fase finale del Mondiale di Canada 2015, e dove verrà impiegata in tutti i sei incontri disputati. Il 22 giugno 2015, nella partita degli ottavi di finale giocata al TD Place Stadium di Ottawa, al 76' sigla la rete che fissa sul 2-1 il risultato contro le avversarie della Norvegia, risultando determinante per il passaggio del turno anche cinque giorni dopo, nell'incontro disputato al BC Place di Vancouver, segnando al 14' il gol del parziale 2-0 sul Canada, partita poi terminata 2-1 per le inglesi, permettendo alla squadra di accedere alle semifinali, sconfitte in zona Cesarini dal Giappone per 2-1, e alla conclusiva finale per terzo posto, conquistata battendo 1-0 la Germania.
Nel 2017 partecipa al campionato europeo, dove l'Inghilterra esce in semifinale. Due anni dopo prende parte al campionato mondiale, uscendo ancora una volta in semifinale. Nel 2021 partecipa con la Gran Bretagna ai Giochi Olimpici, venendo eliminata ai quarti di finale.

## Vita privata
Ha avuto, dal 2015 al 2023, una relazione con la compagna di squadra citizen e blaugrana Keira Walsh.

## Palmarès

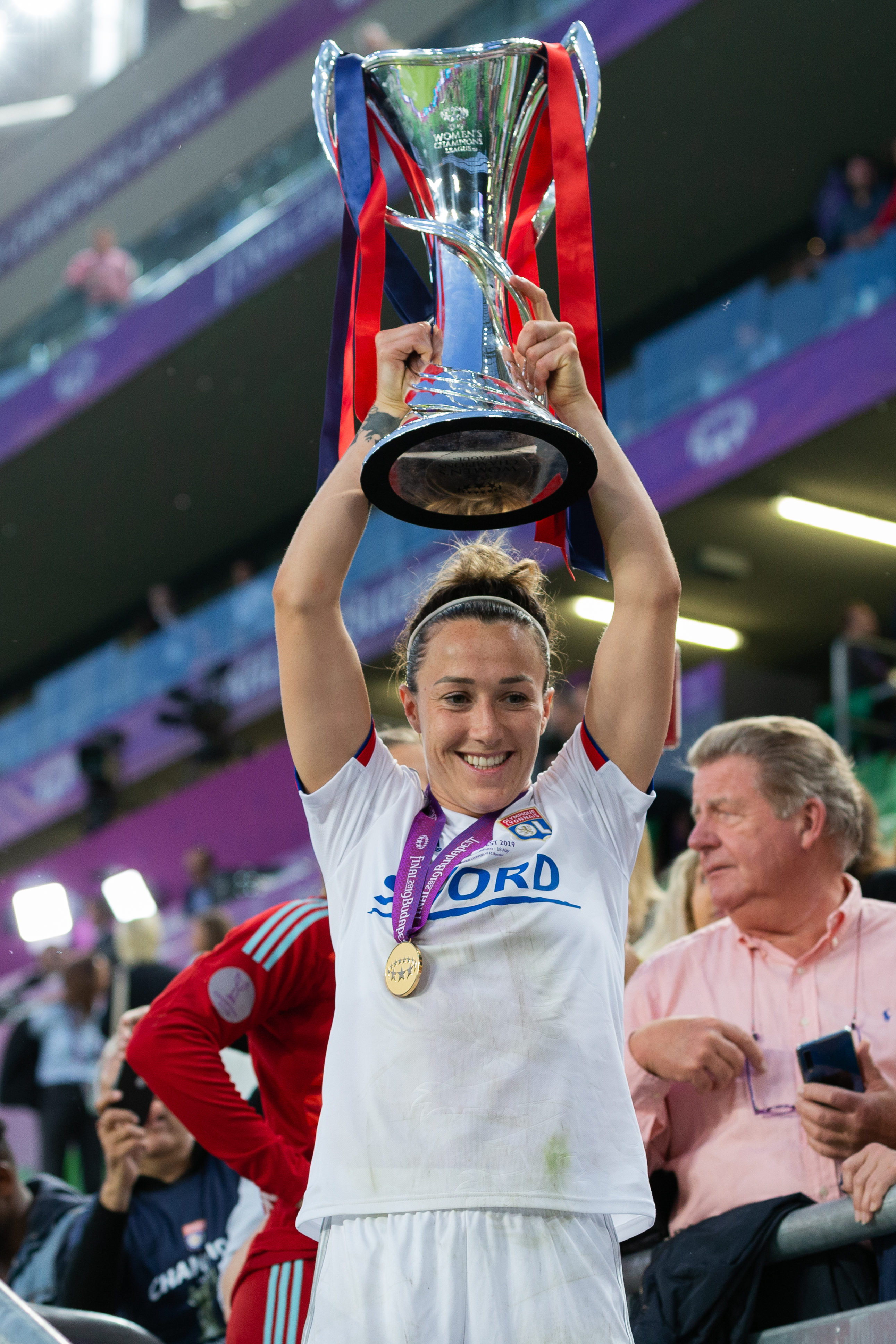
Bronze solleva la UEFA Women's Champions League vinta con l'Olympique Lione nel 2019.

### Club

#### Competizioni nazionali
- FA Women's Premier League Northern Division: 1

Sunderland: 2008-2009
- Campionato inglese: 3

Liverpool: 2013, 2014
Manchester City: 2016
- FA Women's League Cup: 2

Manchester City: 2016, 2021-2022
- FA Women's Cup: 1

Manchester City: 2016-2017
- Campionato francese: 3

Olympique Lione: 2017-2018, 2018-2019, 2019-2020
- Coppa di Francia: 2

Olympique Lione: 2018-2019, 2019-2020
- Trophée des Championnes: 1

Olympique Lione: 2019
- Campionato spagnolo: 2

Barcellona: 2022-2023, 2023-2024
- Supercoppa spagnola: 2

Barcellona: 2023, 2024
- Coppa della Regina: 1

Barcellona: 2023-2024

#### Competizioni internazionali
- UEFA Women's Champions League: 5

Olympique Lione: 2017-2018, 2018-2019, 2019-2020
Barcellona: 2022-2023, 2023-2024

### Nazionale

#### Competizioni giovanili
- Campionato europeo femminile under 19 di calcio: 1

Bielorussia 2009

#### Competizioni maggiori
- Campionato d'Europa: 2

2022, 2025
- SheBelieves Cup: 1

2019
- Arnold Clark Cup: 2

2022, 2023
- Finalissima: 1

2023

### Individuale
- Calciatrice dell'anno della PFA: 2

2013-2014, 2016-2017
- Vauxhall England Player of the Year: 1

2015
- FA WSL 1 Players' Player of the Year: 1

2016
- MCWFC Etihad Airways Player of the Season: 1

2016
- UEFA Women's Player of the Year Award: 1

2018-2019
- Globe Soccer Awards: 1

Miglior calciatrice dell’anno: 2019
- The Best FIFA Women's Player: 1

2020